# Péter Halász (Regisseur)

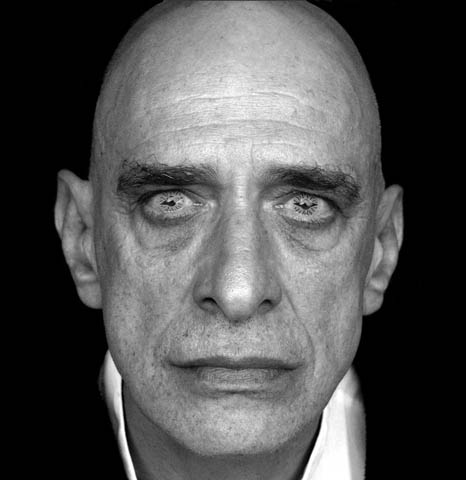
Péter Halász

Péter Halász [ˈpeːtɛr ˈhɒlaːs] (* 20. August 1943 in Budapest, Ungarn; † 10. März 2006 in New York City) war ein ungarischer Schauspieler, Regisseur und Theatermacher. Er wurde durch seine alternative Theatergruppen berühmt, die er zuerst in Budapest (Kassák Ház Stúdió), später dann in New York (Squat Theatre) gründete, wo er bis zuletzt als Theaterkultfigur galt.

## Leben
Der Schauspieler und Regisseur spielte zwischen 1962 und 1969 an der Egyetemi Színpad in Budapest zahlreiche kleinere und größere Rollen unter dem Regisseur József Ruszt. Er gründete die Theatergruppe Kassák Ház Stúdió, die nach 1972 nur mehr in seiner, mit seiner damaligen Lebensgefährtin Anna Koós gemieteten Wohnung in der Budapester Dohánystraße auftrat, weil die kommunistischen Kulturfunktionäre ein Auftrittsverbot aussprachen. In jener Zeit entstanden dreißig verschiedene Stücke, als letztes die Drei Schwestern von Tschechow in rein männlicher Besetzung.
1976 emigrierte Halász mit seiner Theatergruppe zunächst nach Paris, ein Jahr später nach New York City, wo die Gruppe unter dem Namen Squat Theatre auftrat. Sie arbeiteten u. a. auch mit Künstlern wie Andy Warhol zusammen. Nach der politischen Wende in Ungarn kam Halász zurück, wo er nach langen Jahren das erste Mal wieder 1990 mit seinem Theaterstück, "She Who was the Helmetmaker's Beautiful Wife" (Koautor Seth Tillet) auftrat. Er wirkte bei zahlreichen, hauptsächlich ungarischen Filmproduktionen mit. Für die Hauptrolle im Film Sade Márki élete (Marki De Sade, Regie: András Szirtes), erhielt er bei der Budapester Filmschau 1993 den Preis für die beste männliche Hauptrolle.
In seinen letzten Lebensjahren pendelte er ständig zwischen New York und Budapest hin und her. In der ungarischen Hauptstadt wiedereröffnete er Ende der 1990er Jahre gemeinsam mit András Jeles das Józsefvárosi Színház, ein kleines Theater in der Budapester Josefstadt, das ausschließlich mit alternativen Stücken bespielt wurde.
Péter Halász’ letzter Film Herminamező-Szellemjárás, der von den Insassen eines Heimes für geistig Behinderte handelt, die sich während des Volksaufstandes 1956 den russischen Panzern entgegenstellen, erhielt bei der Budapester Filmschau 2006 den Preis für den besten Experimentalfilm.
Der an Leberkrebs erkrankte Halász bahrte sich am 6. Februar 2006, einen Monat vor seinem Tod, in einem offenen Sarg in der Kunsthalle Budapest (Műcsarnok) selbst auf und wurde von Hunderten von Freunden und Theaterfans verabschiedet. Neben anderen hielt auch der Schriftsteller  György Konrád eine „Grabrede“.

## Filmographie (Auswahl)
- 1983 Tscherwonez (Regie: Gabor Altorjay)
- 1989 Fat Man & Little Boy  (Regie: Roland Joffé)
- 1993 Senkiföldje (Regie: András Jeles)
- 1999 Simon the Magician (Regie: Ildikó Enyedi)
- 1999 Sunshine (Regie: István Szabó)
- 2004 A Mohácsi Vész (The Battle of Mohács), (Regie: Miklós Jancsó)